# Jet Lite
Jet Lite – indyjska linia lotnicza z siedzibą w Nowym Delhi.